# 柬埔寨日占时期
柬埔寨日占时期指在第二次世界大战期间，日军占领法属印度支那后在柬埔寨进行统治的时期。
日军对柬埔寨统治自1941年起至1945年结束，共4年。虽然在此期间，政府仍然在名义上对柬埔寨拥有权力，但是在1945年3月，日本军队发动政变，完全建立起了一个亲日政权，国号为柬埔寨王国。

## 历史背景
19世纪中叶起，柬埔寨沦为法国保护国，受法属印度支那政府控制，该政府亦控制了越南（阮朝）与老挝。1940年，法国在第二次世界大战中被德國擊败，原法国政府被所取代，法属印度支那陷入混乱。暹罗（泰国）趁乱入侵，爆发第二次泰法战争，在日本的干涉下，以泰国割得印度支那的争议领土而告终。其中，柬埔寨失去了1/3的领土，包括50万名国民。

## 日本占领
1941年8月，日军进占柬埔寨保护国，并在此驻扎约8,000名士兵。尽管如此，法印政府依然没有被日本当局取缔。1942年7月，金边爆发大规模反法示威，原因是法国士兵以煽动的罪名逮捕一位柬埔寨高僧洪丘。法国政府逮捕了示威的领导者，知识分子帕切·乔温，并将其流放到昆仑岛上的监狱。此后柬埔寨境内局势持续紧张。

### 政变与独立
1945年3月，在第二次世界大战的最后阶段，日军在柬埔寨发动政变，殖民政府官员被撤职，驻印支法军也被缴械，日军自法国人手中夺取了柬埔寨政权，其目的是通过柬埔寨人的支持来逆转日军在其他战场的颓势。在获得日军的允许后，诺罗敦·西哈努克宣布柬埔寨独立。日本承认柬埔寨独立，并在金边设立了领事馆。
3月13日，西哈努克将法语国名自Cambodge（Cambodia）改为Kampuchea。新政府还将法印政府制订的高棉语书写法自拉丁字母改回传统高棉字母（此后高棉语书写法亦不再更迭）。5月，山玉成返回柬埔寨，并被任命为外交大臣，尔后成为首相。
独立的“柬埔寨王國”一直持续到1945年10月。在盟军进入柬埔寨后，驻柬日军被缴械和遣返，法国在金边重建统治，山玉成被流放到法国。山玉成的支持者转入地下活动，他们组成了一个反法组织高棉自由民族統一戰線。该组织受到泰国支持，但不久后便分裂为多个派系。

## 脚注
1. 1 2  Milton Osborne, Sihanouk, Prince of Light, Prince of Darkness. Silkworm 1994
2. ↑  Jean-Philippe Liardet, L'Indochine française pendant la Seconde Guerre mondiale; La guerre contre le Siam, 1940-41 的存檔，存档日期2009-06-30.
3. ↑  Jean-Philippe Liardet, L'Indochine française pendant la Seconde Guerre mondiale; Les accords de septembre 1940 的存檔，存档日期2012-02-05.
4. ↑  Ian Harris, Buddhism and politics in twentieth-century Asia
5. ↑  Keat Gin Ooi Southeast Asia: a historical encyclopedia
6. ↑  David P. Chandler, A History of Cambodia, Silkworm 1993
7. ↑  . www.country-data.com.   [2020-09-10]. （原始内容存档于2020-11-28）.
8. ↑  . www.country-data.com.   [2020-09-10]. （原始内容存档于2009-09-28）.